# Princesse Teruko
La princesse Teruko (曦子内親王; 1224 – 5 octobre 1262) est une impératrice du Japon du XIIIe siècle.

## Source de la traduction
- (en) Cet article est partiellement ou en totalité issu de l’article de Wikipédia en anglais intitulé « Princess Teruko » (voir la liste des auteurs).